# Меланеликсия
Меланеликсия, или Меланэликсия (лат.  Melanelixia) — род листоватых лишайников семейства Пармелиевые (Parmeliaceae). Содержит 15 видов, распространённых в Северном полушарии и произрастающие на коре и древесине. Род характеризуется пористым эпикортексом (тонкий гомогенный полисахаридный слой на поверхности коры) и выработкой леканоровой кислоты как первичного химического вещества в сердцевине лишайника. Меланеликсия была описана в 2004 году как выделенный род из соответствующего рода Меланелия.

## Таксономия
Первоначально Меланеликсия содержало восемь видов, включая вид Меланеликсия голая. Род назван комбинацией Меланелия и имени лихенолога Джона А. Эдикс «за существенный вклад систематику и химию, особенно семейства Пармелиевых».
Несколько видов, распространённых в Южном полушарии, были удалены из рода Меланеликсия и перемещены в новый род Austomelanelixia 2007 году. Эта группа видов, которая образует отдельную кладу в Меланеликсии, производит гирофоровую, а не леканоровую кислоту в своей сердцевине.

## Описание
Лишайники рода Меланеликсия являются листоватыми и прикрепляются к субстрату от слабой до умеренной степени. Лопасти таллома плоские или изогнутые с закруглёнными вершинами шириной 1—6 мм. Верхняя поверхность таллома ранжируется от оливково-зелёного до тёмно-коричневого цвета с гладкой или морщинистой текстурой. На талломе могут присутствовать макулы (точки или пятна), соредии, изидии и кортикальные волоски. Псевдоцифеллы отсутствуют. Стенки клеток содержать альфа-глюкан под названием изолихенин. Апотеции встречаются в изобилии, имеют пористый эпикортекс. Аскоспоры эллипсоидные до овальных, тонкостенные и имеют размеры 9—15×5—11,5 мкм.
Лишайники рода Pleurosticta имеют похожее описание, но отличаются от Меланеликсии более широкими лопастями, сетчатыми порами эпикортекса, присутствием пигмента, что реагирует на KOH и HNO3 фиолетовым цветом и присутствием депсидонов в сердцевине.

## Места обитания и распределения
Виды рода Меланеликсия обнаружены в Северном полушарии и растут на коре и древесине лиственных и хвойных пород.

## Виды

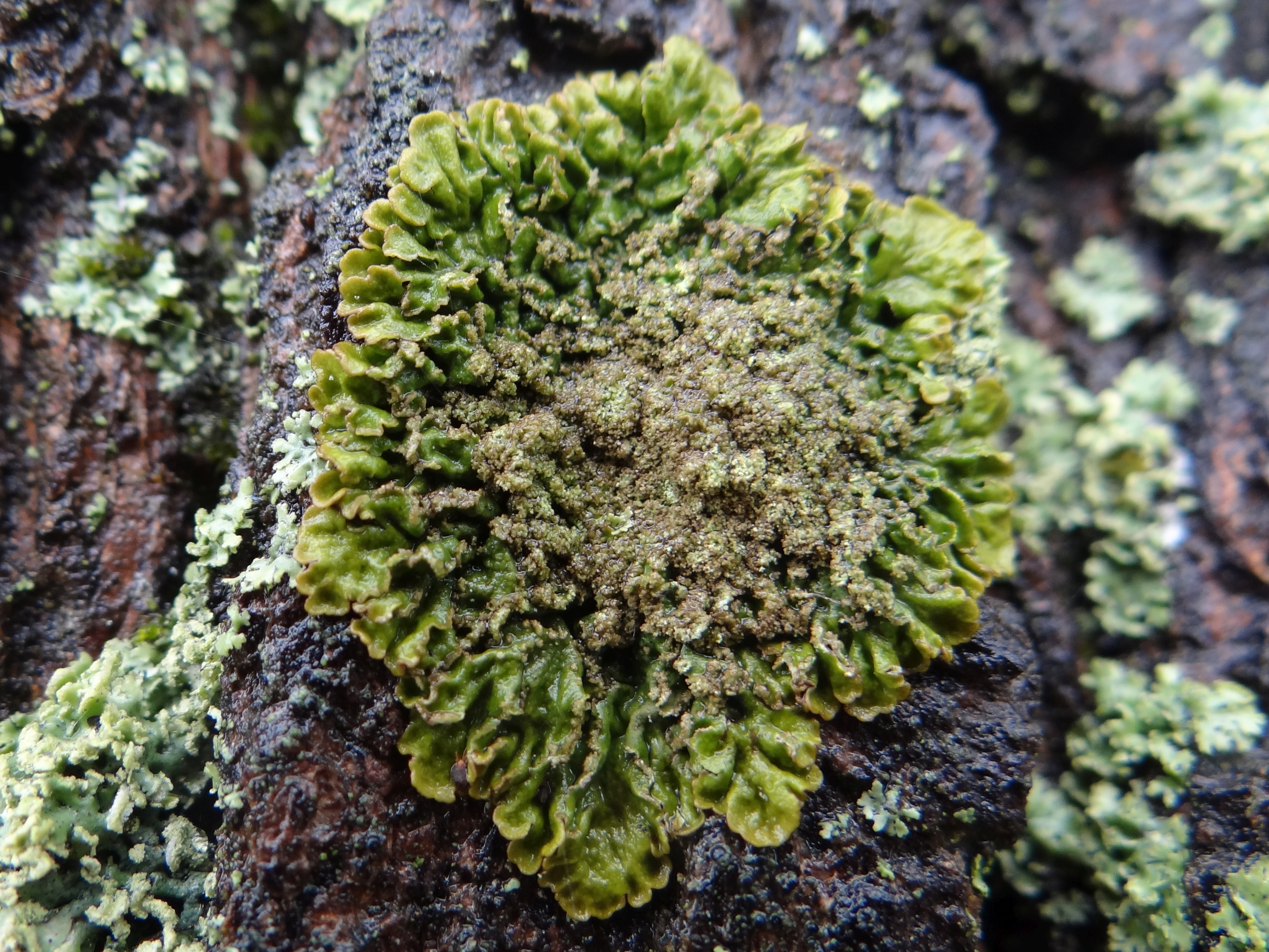
Меланеликсия буро-чёрная (Melanelixia fuliginosa)

- Melanelixia ahtii S.D. Leav., Essl., Divakar, A. Crespo et Lumbsch, 2016 — Меланеликсия Ахти[4]
- Melanelixia albertana (Ahti) O. Blanco, A. Crespo, Divakar, Essl., D. Hawksw. et Lumbsch, 2004
- Melanelixia californica A. Crespo et Divakar, 2010
- Melanelixia epilosa (J. Steiner) A. Crespo, Divakar, Gasparyan, V.J. Rico, Essl., S.D. Leav. et Lumbsch, 2016[4]
- Melanelixia fuliginosa (Fr. ex Duby) O. Blanco, A. Crespo, Divakar, Essl., D. Hawksw. et Lumbsch, 2004 — Меланеликсия буро-чёрная
- Melanelixia glabra (Schaer.) O. Blanco, A. Crespo, Divakar, Essl., D. Hawksw. et Lumbsch, 2004 — Меланеликсия голая
- Melanelixia glabratula (Lamy) Sandler et Arup, 2011[5]
- Melanelixia glabroides (Essl.) O. Blanco, A. Crespo, Divakar, Essl., D. Hawksw. et Lumbsch, 2004
- Melanelixia hawksworthii S.D. Leav., Essl., Divakar, A. Crespo et Lumbsch, 2016[4]
- Melanelixia huei (Asahina) O. Blanco, A. Crespo, Divakar, Essl., D. Hawksw. et Lumbsch, 2004
- Melanelixia robertsoniorum S.D. Leav., Essl., Divakar, A. Crespo et Lumbsch, 2016[4]
- Melanelixia subargentifera (Nyl.) O. Blanco, A. Crespo, Divakar, Essl., D. Hawksw. et Lumbsch, 2004 — Меланеликсия серебристоносная
- Melanelixia subaurifera (Nyl.) O. Blanco, A. Crespo, Divakar, Essl., D. Hawksw. et Lumbsch, 2004 — Меланеликсия золотоносная
- Melanelixia subvillosella H.Y. Wang et J.C. Wei, 2008[6] — Китай
- Melanelixia villosella (Essl.) O. Blanco, A. Crespo, Divakar, Essl., D. Hawksw. et Lumbsch, 2004

## Охранный статус
В России вид Melanelixia albertana занесён в Красную книгу Красноярского края, вид Melanelixia fuliginosa занесён в Красные книги Республики Алтай, Новосибирской области, Республики Тыва и Ханты-Мансийского автономного округа — Югры, вид Melanelixia glabra занесён в Красные книги Белгородской, Воронежской и Курской областей, вид Melanelixia glabratula в Красную книгу Мурманской области, вид Melanelixia subargentifera в Красные книги Архангельской, Калужской, Ленинградской, Мурманской областей, Республики Коми, г. Санкт-Петербурга и Мурманской области, вид Melanelixia subaurifera в Красные книги Воронежской и Мурманской областей.